# マッツ・ビランデル
マッツ・ビランデル（Mats Wilander、1964年8月22日 - ）は、スウェーデン・ヴェクショー出身の元男子プロテニス選手。ビョルン・ボルグ、ステファン・エドベリと並んで、スウェーデンの男子テニス界の黄金期を築いた3強豪のひとりである。4大大会でシングルス通算「7勝」を挙げ、ダブルスでも1986年のウィンブルドンで優勝した。自己最高ランキングはシングルス1位、ダブルス3位。ATPツアーでシングルス33勝、ダブルス7勝を挙げた。右利きの選手。

## 選手経歴
1981年にプロ入り。1982年の全仏オープンにて、17歳9ヶ月の若さで4大大会初優勝。その決勝戦ではアルゼンチンのベテラン選手、ギリェルモ・ビラスとの大熱戦を制し、大会初出場で初優勝を飾った。直後の1983年1月に先輩のビョルン・ボルグが突然の引退表明をしたため、ビランデルに対するスウェーデンのスポーツ界の期待が高まった。1983年と1984年に全豪オープンで大会2連覇を達成する。1985年までの全豪オープンは、「クーヨン・テニスクラブ」の芝生コートで12月の年末に開催されていた。1985年には全仏オープンで3年ぶり2度目の優勝を果たした。1986年はシングルス部門ではやや不振の年となったが、ウィンブルドンではヨアキム・ニーストロムと組んだダブルスで初優勝を飾っている。翌1987年は調子を取り戻し、全仏オープンと全米オープンでは決勝に進出する。しかしどちらもイワン・レンドルに敗れてしまい、準優勝に終わった。
マッツ・ビランデルは1988年にキャリアの最盛期を迎え、ウィンブルドンを除く4大大会年間3冠を獲得した。全豪オープン決勝ではパット・キャッシュ、全仏オープン決勝ではアンリ・ルコントを破り、それぞれの大会で地元選手の優勝を阻止している。ところが、最も苦手な芝生のウィンブルドンで、男子テニス界で“スウェーデン・キラー”と呼ばれてきたチェコスロバキアのミロスラフ・メチージュに準々決勝で敗れ、年間グランドスラムのチャンスは消えた。4大大会年間最終戦の全米オープンでは、決勝でイワン・レンドルと「4時間55分」に及ぶ激戦を繰り広げて、悲願の大会初優勝を果たす。年間3冠獲得は1974年のジミー・コナーズ以来14年ぶりの快挙達成であった。ビランデルはこの勝利により、レンドルから世界ランキング1位のポジションを奪取した。
しかし1989年に入ると、ビランデルのテニス成績は急降下を始める。全豪オープンでは2回戦でインドのラメシュ・クリシュナンに敗れ、全仏オープンでも準々決勝でソ連のアンドレイ・チェスノコフに敗れ去る。年頭には1位だった世界ランキングも下降の一途をたどり、夏の終わりには5位に転落していく。そして全米オープンでは2回戦で当時18歳のピート・サンプラスに敗れ、一気に前年までの輝きを失っていった。1990年全豪オープンで準決勝に進出したものの、1988年当時の輝きはもう戻らなかった。
ビランデルは引退後、一時期マラト・サフィンのコーチを務めたこともあった。2002年に国際テニス殿堂入りを果たし、現在は男子テニスのシニア・ツアーを転戦している（最初は35歳以上の現役引退選手が対象であったが、最近になってシニア・ツアー参戦の最低年齢が30歳に引き下げられた）。2003年からは、デビスカップのスウェーデン代表監督も務めている。
ビランデルと同年代に当たるステファン・エドベリが1996年に現役を引退した後は、スウェーデンのテニス界は往時の輝きを取り戻せない状態になっている。

## 記録
グランドスラムのクレー・芝・ハードコートの大会それぞれ2回以上優勝
他にラファエル・ナダルが記録。
全豪オープン3年連続決勝進出
イワン・レンドル、ノバク・ジョコビッチとタイ記録。
最年少全豪オープン優勝者
17歳9ヶ月
全仏オープン初参加初優勝
他にラファエル・ナダルが記録。

## 4大大会優勝
- 全豪オープン：3勝（1983年、1984年、1988年）　［準優勝1度：1985年］
- 全仏オープン：3勝（1982年、1985年、1988年）　［準優勝2度：1983年、1987年］
- 全米オープン：1勝（1988年）　［準優勝1度：1987年］

| 年     | 大会         | 対戦相手           | 試合結果                |
| ------ | ------------ | ------------------ | ----------------------- |
| 1982年 | 全仏オープン | ギリェルモ・ビラス | 1-6, 7-6, 6-0, 6-4      |
| 1983年 | 全豪オープン | イワン・レンドル   | 6-1, 6-4, 6-4           |
| 1984年 | 全豪オープン | ケビン・カレン     | 6-7, 6-4, 7-6, 6-2      |
| 1985年 | 全仏オープン | イワン・レンドル   | 3-6, 6-4, 6-2, 6-2      |
| 1988年 | 全豪オープン | パット・キャッシュ | 6-3, 6-7, 3-6, 6-1, 8-6 |
| 1988年 | 全仏オープン | アンリ・ルコント   | 7-5, 6-2, 6-1           |
| 1988年 | 全米オープン | イワン・レンドル   | 6-4, 4-6, 6-3, 5-7, 6-4 |

## 4大大会シングルス成績
略語の説明
| W | F | SF | QF | #R | RR | Q# | LQ | A | Z# | PO | G | S | B | NMS | P | NH |

W=優勝, F=準優勝, SF=ベスト4, QF=ベスト8, #R=#回戦敗退, RR=ラウンドロビン敗退, Q#=予選#回戦敗退, LQ=予選敗退, A=大会不参加, Z#=デビスカップ/BJKカップ地域ゾーン, PO=デビスカップ/BJKカッププレーオフ, G=オリンピック金メダル, S=オリンピック銀メダル, B=オリンピック銅メダル, NMS=マスターズシリーズから降格, P=開催延期, NH=開催なし.
| 大会           | 1980 | 1981 | 1982 | 1983 | 1984 | 1985 | 1986 | 1987 | 1988 | 1989 | 1990 | 1991 | 1992 | 1993 | 1994 | 1995 | 1996 | SR     | W–L    |
| -------------- | ---- | ---- | ---- | ---- | ---- | ---- | ---- | ---- | ---- | ---- | ---- | ---- | ---- | ---- | ---- | ---- | ---- | ------ | ------ |
| 全豪オープン   | A    | 1R   | A    | W    | W    | F    | NH   | A    | W    | 2R   | SF   | 4R   | A    | A    | 4R   | 1R   | A    | 3 / 10 | 36–7   |
| 全仏オープン   | A    | A    | W    | F    | SF   | W    | 3R   | F    | W    | QF   | A    | 2R   | A    | A    | 1R   | 2R   | 2R   | 3 / 12 | 47–9   |
| ウィンブルドン | A    | 3R   | 4R   | 3R   | 2R   | 1R   | 4R   | QF   | QF   | QF   | A    | A    | A    | A    | A    | 3R   | A    | 0 / 10 | 25–10  |
| 全米オープン   | A    | A    | 4R   | QF   | QF   | SF   | 4R   | F    | W    | 2R   | 1R   | A    | A    | 3R   | 1R   | 2R   | A    | 1 / 12 | 36–11  |
| Win–Loss       | 0–0  | 2–2  | 13–2 | 18–3 | 16–3 | 17–3 | 8–3  | 16–3 | 25–1 | 10–4 | 5–2  | 4–2  | 0–0  | 2–1  | 3–3  | 4–4  | 1–1  | 7 / 44 | 144–37 |